# 奥野香耶
奥野 香耶（おくの かや、1991年3月1日 - ）は、日本の女性声優。岩手県盛岡市出身。フリー。

## 経歴
幼少時は『美少女戦士セーラームーン』のファンだったため、同アニメで月野うさぎを充てた三石琴乃の声を真似するなどしていた。
デビュー前から深夜アニメではない普通のアニメはよく見ており、キャラクターにアテレコするは楽しそうだなとは思っていたが、遠くのことだと感じていた。高校時代に平野綾ファンであるオタクのクラスメイトから、「ある声優に声が似てるね」と言われ、「えっそうなんだ」と思い、そのファンである声優は誰だろうと興味が湧いて調べていたところ、平野がテレビアニメ『涼宮ハルヒの憂鬱』で涼宮ハルヒ役を演じている声優だと知った。
家で声真似をしてみたところ、いつもの奥野とは違った声を出せたことから「あれ？ 私ってこういう声が出せるんだ！」と驚いた。子供の頃から引っ込み思案で、やることなすこと自信がなく、得意なものはわからないままだったが、声が特技になるかもしれないと思うようになった。それからアニメのキャラクターの声真似をするのが趣味になり、1人で登場キャラ全員を演じるような遊びを周りには秘密にやっていた。そのうち職業としての声優に興味を持つようになる。
高校卒業の際、声優の専門学校に通いたいと親に話すも反対され、高校の系列大学へ進学する。
2012年9月に開催された、avex×81produce「Wake Up, Girls! AUDITION」第2回アニソン・ヴォーカルオーディションに合格した。2013年から声優ユニット「Wake Up, Girls!」の副リーダーとしても活動。
2014年1月に劇場&TV公開のアニメ「Wake Up, Girls!」の「菊間夏夜」役として声優デビュー。
2015年、第9回声優アワード特別賞をWake Up, Girls!として受賞。
2018年、温泉むすめ ゆのはなこれくしょん 第1回総選挙 グループ未所属部門にて担当キャラクターである雲仙伊乃里が2位を獲得し、ソロデビューとシークレットライブの出演が決定した。
2025年4月1日、自身のXアカウントにて3月31日で81プロデュースを退所し、フリーで活動することを発表。

## 人物
方言は岩手弁。趣味は犬や猫と遊ぶこと、手芸。　
好きなアーティストはMr.Children。特に好きな曲として「Bird Cage」を挙げている。その他「渇いたkiss」と「幸せのカテゴリー」、「Pink〜奇妙な夢」も好きだという。
阪神タイガースファン（元選手の赤星憲広のファン）であったが、現在の阪神タイガースについてはそこまで詳しくないとのこと。
兄と姉がいる末っ子。

## 出演
太字はメインキャラクター。

### テレビアニメ
2014年
- Wake Up, Girls!（2014年 - 2018年、菊間夏夜） - 2シリーズ
- ハナヤマタ（笹目ヤヤ）
- DRAMAtical Murder（女性B）
- 異能バトルは日常系のなかで（女子中学生）

2015年
- 冴えない彼女の育てかた（2015年 - 2017年、里見梓） - 2シリーズ
- ハッカドール THE あにめ〜しょん（ハッカドール2号）
- 俺がお嬢様学校に「庶民サンプル」としてゲッツされた件（お嬢様、メイド、山田みさき）
- Dance with Devils（女子生徒A）

2016年
- シュヴァルツェスマーケン（オペレーターA、カタリーナ・ディーゲルマン、オペレーターB）
- ハンドレッド（如月カレン）
- マギ シンドバッドの冒険（女の子D）
- 灼熱の卓球娘（佐々木さつき、日本一先生）

2017年
- 笑ゥせぇるすまんNEW（音声アナウンス）
- ゼロから始める魔法の書（少女）
- 弱虫ペダル NEW GENERATION（観客）
- アイドルタイムプリパラ（竜滝れい子、音美）
- 異世界食堂（魔術師団長）
- こねこのチー ポンポンらー大冒険（子供A）

2018年
- デスマーチからはじまる異世界狂想曲（タマ・キシュレシガルザ）
- 逆転裁判 〜その「真実」、異議あり!〜（バターデ・パンタベルノ）

2019年
- 賭ケグルイ××（ミケ）
- 八月のシンデレラナイン（天草琴音）
- キラッとプリ☆チャン（2019年 - 2020年、あいす）
- キラキラハッピー★ ひらけ!ここたま（長谷川ゆうさ）
- アサシンズプライド（モモゼ、クリスタ＝シャンソン、女性客）
- 私、能力は平均値でって言ったよね!（アンヌ）

2020年
- 異種族レビュアーズ（ホーシィ）
- ドラえもん（テレビ朝日版第2期）（2020年 - 2021年、子猫①、キャスター、子猫②、一つ目小僧）
- 球詠（高代恵）
- とある科学の超電磁砲T（女子生徒）

2021年
- 蜘蛛ですが、なにか?（フィリメス・ハァイフェナス / 岡咲香奈美）
- 見える子ちゃん（堀口、子供の母親）

2022年
- ドールズフロントライン（スケアクロウ、ドリーマー）

2023年
- デッドマウント・デスプレイ（偽火吹き蟲、メイド死霊） - 2シリーズ
- おかしな転生（ペトラ＝ミル＝フバーレク）
- ウマ娘 プリティーダービー Season 3（ヴィルシーナ）

2024年
- 異世界でもふもふなでなでするためにがんばってます。（シャーリン）
- 来世は他人がいい（友人たち）

### 劇場アニメ
- Wake Up, Girls!シリーズ（2014年 - 2015年、菊間夏夜[17][27]） - 3作品[一覧 4]
- 新劇場版「頭文字D」Legend3-夢現-（2016年、沙雪[28]）
- Dance with Devils-Fortuna-（2017年、女子生徒A）
- フラ・フラダンス（2021年[29]、菜子）

### OVA
- エスカクロン（渚[注 1]）
- ヲタクに恋は難しい（女子部員A[30]）

### Webアニメ
2010年代
- うぇいくあっぷがーるZOO!（2014年、カヤ、ニュースキャスター、タイガーイエロー、イーグルオレンジ、クロコダイルグリーン）
- 妖怪お国自慢（2015年、羅刹鬼）
- 猫娘症候群（2019年、彩野りこ）

2020年代
- 天空侵犯（2021年、初野楽花）
- どるふろ -癒し篇2-（2021年、スケアクロウ）

### ゲーム
2013年
- Wake Up, Girls! ステージの天使（菊間夏夜）

2014年
- ハッカドッカ〜ン!!（ハッカドール2号）
- ハナヤマタ よさこいLIVE!（笹目ヤヤ）

2015年
- ウチの姫さまがいちばんカワイイ（駒姫 チコリン・ギャンビット）
- 家電少女（マホミ、生ゴミ処理機のまごみ）
- グランブルーファンタジー（2015年 - 2024年、ブリジール）
- サカナコネクション（珠姫様)
- サウザンドメモリーズ（ハッカドール2号）
- ミラクルガールズフェスティバル（菊間夏夜）
- 妖怪百姫たん!（ハッカドール2号）
- 嫁コレ（ハッカドール2号）

2016年
- 刻のイシュタリア（部活連合総長コルガ、道化師アルレッキーノ）
- ゴシックは魔法乙女〜さっさと契約しなさい!〜（ハッカドール2号、ロータス / ネル、コペン）
- 新約アルカナスレイヤー（狐の魔術師 コトノハ）
- .hack//New World（樹紋術師リットリア）
- トリックスター 召喚士になりたい（ハッカドール2号）
- ドリフトガールズ（日野原真鈴）
- ビーナスイレブンびびっど!（ハッカドール2号）
- ブレイブソード×ブレイズソウル（メギストス、打撲看護クトニア、三日月宗近）
- 潜空のレコンキスタ（バルドル、ヘル、雪女、ヤタガラス）
- ソウルリバース ゼロ（クリームヒルト）

2017年
- 逆転オセロニア（［終末の天使］ソルシア）
- サクラと龍宮の守り人（アユ）
- 八月のシンデレラナイン（天草琴音）
- 武器よさらば（[監察医]ヒバリ）
- クイズRPG 魔法使いと黒猫のウィズ（メメリー・ポプン）
- ミライ物語〜封印の呪文と5人の賢者〜（瑠璃）
- モン娘☆は〜れむ（ハッカドール2号）
- ドールズフロントライン（スケアクロウ、ドリーマー）

2018年
- アズールレーン（アカスタ）
- きららファンタジア（笹目ヤヤ）
- 温泉むすめ ゆのはな これくしょん（雲仙伊乃里）
- Wake Up, Girls! 新星の天使（菊間夏夜）

2019年
- グラフィティスマッシュ（ランプ）
- ルルアのアトリエ 〜アーランドの錬金術士4〜（レフレ・フォン・バイシュミット）
- MISTOVER（シスター）

2020年
- THE KING OF FIGHTERS ALLSTAR（プリティー・ゼロ〈オリジナル / クローン〉）
- 荒野のコトブキ飛行隊 大空のテイクオフガールズ!（ウララ）
- ブラウンダスト（マーニー）
- ブレイブソード×ブレイズソウル（禁式・三日月宗近＝月影）
- ALTDEUS: Beyond Chronos（コーコ ココノエ）
- ビビッドアーミー（ポーラ）
- けものフレンズ3（アラビアオリックス）

2021年
- 探偵撲滅（理想探偵）
- ドラガリアロスト（フドウミョウオウ）
- エレメンタルストーリー（理想探偵）

2022年
- アクション対魔忍（黒嵜莉愛）
- DYSCHRONIA: Chronos Alternate（ハル・サイオン〈幼少期〉）
- ヘブンバーンズレッド（彩芽）
- クッキーラン: キングダム（吟遊詩人味クッキー）
- Sympathy Kiss（尾藤咲良）

2023年
- 共闘ことばRPG コトダマン（キツケルヌゥ、ちかげ）
- ウマ娘 プリティーダービー（2023年 - 2024年、ヴィルシーナ）

2024年
- えとはなっ！～干支っ娘・花札バトル～（袋田コノハ）

2025年
- OZ Re:write（ヒルデ）

### ドラマCD
2015年
- 81レーベル第1弾 81プロデュース35周年記念企画オーディオドラマCD 「紫電改のタカ」（ひな）
- ハンドレッド（如月カレン）※第8巻ドラマCD付き限定特装版

2016年
- ハンドレッド（如月カレン） ※第10巻ドラマCD付き限定特装版

2020年
- クラスメイトが使い魔になりまして「リリスのモテ力アップ講座」（平野旭/リリス）
- 千歳くんはラムネ瓶のなか「王様とバースデー」（西野明日風）
- デスマーチからはじまる異世界狂想曲（タマ・キシュレシガルザ）※第19巻ドラマCD付き特装版

2021年
- 蜘蛛ですが、なにか?（フィリメス）  - 第14巻ドラマCD付き特装版
- デスマーチからはじまる異世界狂想曲（タマ・キシュレシガルザ）※第24巻ドラマCD付き特装版

### ボイスドラマ
- カラダ探し（2019年、三神遥[85][86]）
- ALTDEUS: BC Singing the Albireo（2022年、コーコ ココノエ）

### オーディオブック
- 小説版 Wake Up, Girls! それぞれの姿（2015年、菊間夏夜[87]）
- GOTH（2018年、森野夜、他[88]）
- 異世界修学旅行（2020年、坂上雪乃、宝田舞[89][90]）
- クラスメイトが使い魔になりまして 1〜2（2020年 - 2021年、平野旭、リリス（2巻から）[91][92]）
- 千歳くんはラムネ瓶のなか 1〜3（2020年 - 2022年、西野明日風[93][91][94][95]）
- RIGHT×LIGHT 〜空っぽの手品師と半透明な飛行少女〜（2020年、アリッサ[96][97]）
- 女子モテな妹と受難な俺（2020年、草野小麦[98]）
- 年下寮母に甘えていいですよ?（2021年、三条音子[99]）
- ヴァンパイア探偵-禁断の運命の血-（2021年[100]、伊上美奈子[101]）
- 結婚が前提のラブコメ（2021年、水無月結衣[102]）
- GJ部中等部（2022年、セラ[103]）
- ハナシマさん（2022年、寺沢亜季 ほか[95]）
- 抗いのヒストリア（2022年、ルーシア[104]）
- 異世界に召喚されなかったから、現実世界にダンジョンを作ってやりたい放題（2023年、綾根衣子[105]）

### ナレーション
- ドコモ口座×セブン銀行[106]「チャージ方法篇[107]」「出金方法篇[108]」「キャンペーン篇[注 2]」

### デジタルコミック
- RIRIA -伝説の家政婦-（2020年、一条寺友梨[109]）
- ポーション、わが身を助ける（2021年、カエデ、他[110]）
- ノーマルガール（2023年、クラスメイト[111]、巫ほのか[112]）

### 吹き替え

#### ドラマ
- クリミナル・マインド FBI行動分析課（2019年11月5日 #12 ハーメルンの笛吹き男、オリビア）[113]

#### 映画
- ファイナル・ガールズ 惨劇のシナリオ（2015年、ミミ、ビリー（少年）[114]）
- ミュータント・ワールド（2015年、セラフィナ[115]）

#### アニメ
- ザ・シンプソンズ（トッド・フランダース〈2代目〉、シェリー〈3代目〉、テリー〈2代目〉クッキー・クワン〈2代目〉）
- サーフズ・アップ2（2017年、タンクの生徒）
- 101匹わんちゃんストリート（2019年、ディジー[116][117]、ダヴィンチ[118]、他）
- ぼくらベアベアーズ（パーカー）

### 特撮
- 仮面ライダーガッチャード（2023年、バレットバーンの声、ゲンゲンチョウチョの声[119]、バーニングネロの声[120]）

### ラジオ
※はインターネット配信。
- Wake Up, Radio!（2014年 - 2015年、ニコニコ動画 超!アニメディアチャンネル※）不定期パーソナリティ[121]
- DIVE II Station New Generations!（2014年 - 2016年、文化放送）不定期パーソナリティ[122]
- Wake Up, Girls!のオールナイトニッポンモバイル（2014年 - 2016年、Radital※・オールナイトニッポンモバイル※）不定期パーソナリティ[123]
- Wake Up, Girls!のオールナイトスッポン（2016年 - 2017年、Radital※・9129スッポン放送※）不定期パーソナリティ[124]
- Wake Up, Girls!のがんばっぺレディオ!（2016年 - 2018年、音泉※・HiBiKi Radio Station※）不定期パーソナリティ[125]
- 西田望見・奥野香耶のず〜ぱらだいす（2016年 - 2021年、ニコニコ動画※・超!A&G+※）[126]
- Wake Up, Girls!とRun Girls, Run!のオールナイトニッポンi（2017年 - 2018年、オールナイトニッポンi※）不定期パーソナリティ[127]
- 鷲崎健のヨルナイト×ヨルナイト（2019年 - 2025年、超!A&G+、ニコニコチャンネル※） - 2019年12月度、2022年11月度月曜アシスタント、2025年7月マンスリーアシスタント
- 奥野香耶 STARRY NIGHT（2022年、Spotify）[128][129]

### 舞台
- 舞台 Wake Up, Girls! 青葉の記録（2017年1月19日 - 22日、AiiA Theater Tokyo） - 菊間夏夜 役[130]
- 華枕 〜願い巡りて〜（2018年4月11日 - 15日、ラゾーナ川崎プラザソル） - キンモクセイ 役[131]
- 舞台 Wake Up, Girls! 青葉の軌跡（2018年6月6日 - 10日、草月ホール） - 菊間夏夜 役[132]
- Stray Sheep Paradise（2018年12月12日 - 16日、俳優座劇場） - リゼッタ 役[133]
- 舞台「プロジェクト東京ドールズ」（2019年2月27日 - 3月10日、新宿村LIVE） - アヤ 役[134] (錦織めぐみとWキャスト)
- Stray Sheep Paradise:em（2019年8月15日 - 18日、あうるすぽっと） - リゼッタ 役[5][135]
- 舞台『星よ女王に堕つ』（2023年10月2日 - 8日、六行会ホール）[136]

### 朗読劇
- Wake Up, Girls！トレーディングコレクションスペシャルイベント (2016年12月4日、AKIBAカルチャーズ劇場)[137]
- ニッポン朗読アカデミー・課外授業「朗読劇TARO 〜語り継がれし物語・異聞〜」（2016年11月4日、DDD青山クロスシアター）[138]
- ニッポン朗読アカデミー・課外授業「シンデレラ裁判 〜愛は赤い毒〜」（2017年5月21日・26日、文化放送メディアプラスホール）[139]
- 声の優れた俳優によるドラマリーディング 日本文学名作選 vol.5「銀河鉄道の夜」（2017年10月18日・、TOKYO FM HALL）[140]
- ニッポン朗読アカデミープレビュー公演 朗読劇「謎解きはディナーのあとで」（2017年12月2日、ニッポン放送 イマジンスタジオ）[141]
- ニッポン朗読アカデミー 朗読劇「謎解きはディナーのあとで 〜二股にはお気をつけください〜」（2018年4月25日、博品館劇場）[142]
- ニッポン朗読アカデミー 朗読劇「謎解きはディナーのあとで 〜犯人に毒を与えないでください〜」（2018年5月2日、博品館劇場）[142]
- Reading Story『Stray Sheep Paradise』〜EGO〜 〜IDO〜（2019年6月28日・30日、シアターサンモール）[143]
- 朗読劇「スマホを落としただけなのに 囚われの殺人鬼」（2020年1月14日・16日、博品館劇場[144]）
- 朗読劇「さよならローズガーデン」(2020年2月8日・9日、TACCS1179)
- うち劇「禁じられた生徒会〜ルドベキアの女神たち〜」(2020年11月21日、ネット配信)
- うち劇「チョコレートはミツの味」(2021年2月14日、ネット配信)
- 朗読劇「スマホを落としただけなのに 戦慄するメガロポリス」（2021年3月7日・8日・12日、博品館劇場）
- THE ROUDOKU2「ヴァンパイア探偵--禁断の運命の血--」（2021年10月20日、Theater Mixa[145][146]）
- 太陽のかわりに音楽を。2022（2022年5月10日・12日・17日、博品館劇場）[147]
- アニマックス朗読劇「ハニーレモンソーダ」（2022年9月6日、ヒューリックホール東京）
- Voicecore Reading Poetrium「花 羽 音」（2023年2月17日～19日、東京カルチャーカルチャー）
- リーディングステージ「東京クロノス 渋谷隔絶」（2024年3月30日、渋谷区文化総合センター大和田 伝承ホール） - 神谷雹夏 役[148]

### テレビ番組
※はインターネット配信。
- アニメDON!（2013年 - 2014年、テレビ東京）
- 山本寛アワー ワグっていいとも!（2013年11月8日 - 2014年3月28日、ニコニコ生放送※）
- Wake Up, Radio!（生）（2014年6月28日 - 2015年12月16日、ニコニコ生放送※）不定期出演
- ニコ生、しませんか?★ハナヤマタ よさこいぶデス!★（2014年5月27日 - 2014年9月21日、ニコニコ生放送※）
- A応Pのあにむす!!（2014年6月6日・7月18日・7月25日・8月1日、テレビ東京[149][150][151][152][153][154][155]）
- アニメマシテ（2014年6月24日・7月14日・7月21日・2016年11月22日・11月29日、テレビ東京[156][157][158][159][160][161]）
- ハッカちゃんねる（2014年12月29日 - 2015年12月26日、ニコニコ生放送※）
- わぐばん!（2015年、テレビ東京[162]）
- 声優DVD発売記念！「奥野香耶の“声優ゆめ日記(生)”」（2015年9月2日、ニコニコ生放送※[163]）
- ポチ・タマの異世界観光指南（2018年、ニコニコ生放送）
- シャキーン!（2019年9月9日、NHK Eテレ、「金糸雀はるか」の声[164][165]）
- かやたんのあくありうむ（2019年10月8日 -、ニコニコ生放送※[166]）
- バビブベボディ（2019年12月26日、NHK Eテレ、「下垂体」の声[167]）

### 映画
- 任侠学園（教員）

### 映像商品
2015年
- 声優ゆめ日記〜奥野香耶〜（10月8日発売）
- ハナヤマタ 花彩よさこい祭 二組目（10月30日発売）

2017年
- 西田望見・奥野香耶のず〜ぱらだいす DJCD vol.1 特典DVD（8月11日発売）

2018年
- 西田望見・奥野香耶のず〜ぱらだいす DJCD vol.2 特典DVD（3月24日発売）
- 西田望見・奥野香耶のず〜ぱらだいす DJCD vol.3（みゃお） 特典DVD（10月31日発売）
- 西田望見・奥野香耶のず〜ぱらだいす DJCD vol.4（ほ〜ほけきょ） 特典DVD（10月31日発売）
- 舞台版『華枕 〜願い巡りて〜』(11月上旬発売）

2019年
- 西田望見・奥野香耶のず〜ぱらだいす ふたりでクッキー作っちゃお♥（5月29日発売）
- 舞台「Stray Sheep Paradise」（6月26日発売）
- かやたんに夢中！（8月9日発売）
- 舞台「プロジェクト東京ドールズ」Blu-ray（9月下旬発売）
- 西田望見・奥野香耶のず〜ぱらだいす 遊園地でかわいく楽しんじゃお♡（12月28日発売）

2020年
- 舞台「Stray Sheep Paradise：em」（3月6日発売）
- Reading Story「Stray Sheep Paradise：em」（3月16日発売）
- かやたんに夢中！2（10月8日発売）

2021年
- SEASIDE 10th Anniversary DVD -東北声優編-

### CM
- 雇用促進事業会「あつまるくんの求人案内」アニメCM「100円のトキメキ」（サキ[176]）
- フレーベル館「読み継がれる絵本」編（女の子）
- TVCM 東北イオン「WUG 日曜はポイント5倍篇」「WUG 明日はイオンの日曜朝市篇」（2016年9月 - ）[177]、「イオンの元旦はポイント5倍篇」（2017年1月）[178]

### パチンコ・パチスロ
- パチスロ Wake Up, Girls！Seven Memories（2021年、菊間夏夜、奥野香耶[179]）
- パチスロ 頭文字D（2021年、沙雪[180][181]）

### その他コンテンツ
- ハッカドール（2014年、スマートフォン向けニュースアプリ）ハッカドール2号
- 仙台駅前エンドーチェーン EBeanS 開店・閉店時館内放送[182]
- 恋シチュ「今日から君の家庭教師」「届け、ナースコール！」[183]
- カードラボ秋葉原ラジオ会館本店（2020年12月店内放送）
- Art-Nouveau-異次元美術写真展-
- CeVIO AI 花隈千冬
- Synthesizer V 花隈千冬
- 【終末百合音声】イルミラージュ・ソーダ 〜終わる世界と夏の夢〜（2022年）水仙サカナ
- ブランディアpresents 眠れる森の美しいモノたち

## ディスコグラフィ

### キャラクターソング
| 発売日   | 商品名                                                                                            | 歌 | 楽曲                                                | 備考                                                                 |
| 2014年   | 2014年                                                                                            | 2014年 | 2014年                                              | 2014年                                                               |
| -------- | ------------------------------------------------------------------------------------------------- | --- | --------------------------------------------------- | -------------------------------------------------------------------- |
| 8月27日  | 花ハ踊レヤいろはにほ                                                                              | チーム“ハナヤマタ” | 「花ハ踊レヤいろはにほ」 「Dream JUMP!!」           | テレビアニメ『ハナヤマタ』オープニングテーマ                         |
| 9月10日  | コドクシグナル                                                                                    | Need Cool Quality | 「コドクシグナル」 「THUNDER,RAIN,涙の行方」        | テレビアニメ『ハナヤマタ』挿入歌                                     |
| 11月5日  | YOSAKOI SONG Series 参 ヤヤ                                                                       | 由比浜学園中学よさこい部 笹目ヤヤ（奥野香耶） | 「琥珀色キャンディ」 「ヨロコビ・シンクロニシティ」 | ゲーム『ハナヤマタ よさこいLIVE!』挿入歌                             |
| 11月5日  | Wake Up, Girls!Character song series 菊間夏夜                                                     | 菊間夏夜（奥野香耶） | 「スキ キライ ナイト」 「ワグ・ズーズー」           | テレビアニメ『Wake Up, Girls!』関連曲                                |
| 11月28日 | ハナヤマタ BD・DVD第3巻特典CD                                                                     | 笹目ヤヤ（奥野香耶） | 「花ハ踊レヤいろはにほ」                            | テレビアニメ『ハナヤマタ』関連曲                                     |
| 2015年   |                                                                                                   | |                                                     |                                                                      |
| 2月27日  | ハナヤマタ BD・DVD第6巻特典CD                                                                     | チーム“ハナヤマタ” | 「花雪」                                            | テレビアニメ『ハナヤマタ』エンディングテーマ                         |
| 4月22日  | ハナヤマタ音楽集 華鳴音女                                                                         | チーム“ハナヤマタ” | 「ヨロコビ・シンクロニシティ」                      | ゲーム『ハナヤマタ よさこいLIVE!』挿入歌                             |
| 11月25日 | Touch Tap Baby                                                                                    | ハッカドール | 「Touch Tap Baby」 「first heart beat」             | テレビアニメ『ハッカドール THE あにめ〜しょん』オープニングテーマ    |
| 11月25日 | Happy Days Refrain                                                                                | ハッカドール | 「Happy Days Refrain」 「キャベツ検定」             | テレビアニメ『ハッカドール THE あにめ〜しょん』エンディングテーマ    |
| 2016年   |                                                                                                   | |                                                     |                                                                      |
| 2月3日   | ハッカドール ハッカソング2号                                                                      | ハッカドール2号（奥野香耶） | 「Reflect Realist Doll」                            | テレビアニメ『ハッカドール THE あにめ〜しょん』関連曲                |
| 8月24日  | Jewels Of Love                                                                                    | サクラ（吉岡茉祐）、カレン（奥野香耶） | 「Jewels Of Love」 「SAND MIRAGE」                  | テレビアニメ『ハンドレッド』エンディングテーマ                       |
| 9月28日  | ハンドレッド バトルソングシリーズ04 サクラ×カレン                                                 | サクラ（吉岡茉祐）、カレン（奥野香耶） | 「My Prayer」                                       | テレビアニメ『ハンドレッド』挿入歌                                   |
| 9月28日  | ハンドレッド バトルソングシリーズ04 サクラ×カレン                                                 | カレン（奥野香耶） | 「SMILE FLOWERS」                                   | テレビアニメ『ハンドレッド』挿入歌                                   |
| 9月28日  | Wake Up, Girls!Character song series2 菊間夏夜                                                    | 菊間夏夜（奥野香耶） | 「Into The Light」 「HIGAWARI PRINCESS」            | テレビアニメ『Wake Up, Girls!』関連曲                                |
| 2017年   |                                                                                                   | |                                                     |                                                                      |
| 5月      | -                                                                                                 | MayQueen（羽多野渉＆奥野香耶） | 「目醒めた夏」 「風と道標」                         | OVA『エスカクロン』第1話挿入歌                                       |
| 12月20日 | Wake Up, Girls!Character song series3 菊間夏夜                                                    | 菊間夏夜（奥野香耶） | 「プライド」 「Non stop diamond hope」              | テレビアニメ『Wake Up, Girls! 新章』関連曲                           |
| 2018年   |                                                                                                   | |                                                     |                                                                      |
| 7月27日  | -                                                                                                 | ポチ（河野ひより）、タマ（奥野香耶）、アリサ（悠木碧） | 「美少女天使マジカルローズ」                        | テレビアニメ『デスマーチからはじまる異世界狂想曲』第10話挿入歌       |
| 2019年   |                                                                                                   | |                                                     |                                                                      |
| 10月16日 | 温泉むすめコンプリートアルバム Vol.3                                                              | 雲仙伊乃里（奥野香耶） | 「祈りは風のように」                                | 『温泉むすめ』関連曲                                                 |
| 2021年   |                                                                                                   | |                                                     |                                                                      |
| 1月19日  | -                                                                                                 | 真子（原由実）&沙雪（奥野香耶） | 「Wings Of Fire 2020 (MAKO&SAYUKI)」                | 『パチスロ頭文字D』使用曲                                            |
| 2月28日  | 夢でまたね                                                                                        | かやたん（奥野香耶） | 「夢でまたね」                                      | 『ポチャッコ♡かやたんのらぶらぶバースデーPARTY』関連曲               |
| 2022年   |                                                                                                   | |                                                     |                                                                      |
| 3月6日   | Away with the Pixies                                                                              | かやたん（奥野香耶） | 「Away with the Pixies」                            | 『ポチャッコ♡かやたんのらぶらぶバースデーPARTY』関連曲               |
| 6月3日   | 星のカフェテラス                                                                                  | 店長代理（奥野香耶） | 「星のカフェテラス」                                | Podcast番組『奥野香耶 STARRY NIGHT』テーマソング                     |
| 6月      | ALTDEUS: BC Singing the Albireo                                                                   | コーコ ココノエ（奥野香耶） | 「Star-t - the Albireo ver -」                      | サウンドストーリー『ALTDEUS: BC Singing the Albireo』主題歌          |
| 2023年   |                                                                                                   | |                                                     |                                                                      |
| 3月4日   | 3月の魔法                                                                                         | かやたん（奥野香耶） | 「3月の魔法」                                       | 『ポチャッコ♡かやたんのらぶらぶバースデーPARTY』関連曲               |
| 2024年   |                                                                                                   | |                                                     |                                                                      |
| 1月10日  | TVアニメ『ウマ娘 プリティーダービー Season 3』ANIMATION DERBY Season 3 vol.3 Original Sound Track | キタサンブラック（矢野妃菜喜）、サトノダイヤモンド（立花日菜）、サトノクラウン（鈴代紗弓）、シュヴァルグラン（夏吉ゆうこ）、サウンズオブアース（MAKIKO）、ドゥラメンテ（秋奈）、トウカイテイオー（Machico）、メジロマックイーン（大西沙織）、ゴールドシップ（上田瞳）、スペシャルウィーク（和氣あず未）、サイレンススズカ（高野麻里佳）、ウオッカ（大橋彩香）、ダイワスカーレット（木村千咲）、ナイスネイチャ（前田佳織里）、ツインターボ（花井美春）、イクノディクタス（田澤茉純）、マチカネタンホイザ（遠野ひかる）、ロイスアンドロイス（田辺留依）、ヴィルシーナ（奥野香耶）、ヴィブロス（伊藤彩沙）、シンボリルドルフ（田所あずさ）、エアグルーヴ（青木瑠璃子）、ミホノブルボン（長谷川育美）、ライスシャワー（石見舞菜香）、サクラバクシンオー（三澤紗千香）、トーセンジョーダン（鈴木絵理）、マチカネフクキタル（新田ひより）、メイショウドトウ（和多田美咲）、メジロパーマー（のぐちゆり）、ダイタクヘリオス（山根綺）、コパノリッキー（稲垣好） | 「うまぴょい伝説」                                  | テレビアニメ『ウマ娘 プリティーダービー Season 3』エンディングテーマ |
| 3月6日   | ウマ娘 プリティーダービー WINNING LIVE 16                                                         | スペシャルウィーク（和氣あず未）、オグリキャップ（高柳知葉）、ゴールドシップ（上田瞳）、ナリタブライアン（衣川里佳）、タマモクロス（大空直美）、マンハッタンカフェ（小倉唯）、アグネスタキオン（上坂すみれ）、サトノダイヤモンド（立花日菜）、キタサンブラック（矢野妃菜喜）、サクラローレル（真野美月）、ヴィルシーナ（奥野香耶）、ジャングルポケット（藤本侑里）、ドゥラメンテ（秋奈）、ラインクラフト（小島菜々恵）、シーザリオ（佐藤榛夏)、オルフェーヴル（日笠陽子）、ジェンティルドンナ（芹澤優）、ウインバリアシオン（月城日花） | 「U.M.A. NEW WORLD!!」                              | ゲーム『ウマ娘 プリティーダービー』関連曲                            |
| 3月6日   | ウマ娘 プリティーダービー WINNING LIVE 16                                                         | スペシャルウィーク（和氣あず未）、オグリキャップ（高柳知葉）、ゴールドシップ（上田瞳）、ナリタブライアン（衣川里佳）、タマモクロス（大空直美）、マンハッタンカフェ（小倉唯）、アグネスタキオン（上坂すみれ）、サトノダイヤモンド（立花日菜）、キタサンブラック（矢野妃菜喜）、サクラローレル（真野美月）、サトノクラウン（鈴代紗弓）、シュヴァルグラン（夏吉ゆうこ）、ヴィルシーナ（奥野香耶）、ジャングルポケット（藤本侑里）、ドゥラメンテ（秋奈）、ラインクラフト（小島菜々恵）、シーザリオ（佐藤榛夏）、オルフェーヴル（日笠陽子）、ジェンティルドンナ（芹澤優）、ウインバリアシオン（月城日花） | 「うまぴょい伝説」                                  | ゲーム『ウマ娘 プリティーダービー』関連曲                            |
| 10月16日 | ウマ娘 プリティーダービー WINNING LIVE 22                                                         | ヴィルシーナ（奥野香耶） | 「I Can't Choose to Give Up!」                      | ゲーム『ウマ娘 プリティーダービー』関連曲                            |
| 10月16日 | ウマ娘 プリティーダービー WINNING LIVE 22                                                         | ウマ娘 | 「うまぴょい伝説」                                  | ゲーム『ウマ娘 プリティーダービー』関連曲                            |

### その他参加楽曲
| 発売日  | 商品名                                              | 歌       | 楽曲                                    | 備考 |
| 2015年  | 2015年                                              | 2015年   | 2015年                                  | 2015年 |
| ------- | --------------------------------------------------- | -------- | --------------------------------------- | --- |
| 4月16日 | -                                                   | 奥野香耶 | 「スキ キライ ナイト」 「アナタノオト」 | カラオケ『LIVE DAM STADIUM・LIVE DAM Ai あにそんボーカル』配信曲。 |
| 2017年  |                                                     |          |                                         | |
| 3月18日 | ソロでイベント、やらせてください！2017 パンフレット | 奥野香耶 | 「Why am I」                            | 2017年3月18日、19日に開催されたWake Up, Girls!メンバーのソロイベントで販売されたパンフレットに付属のCDに収録。試聴動画がYouTubeで公開されている。                           |
| 2018年  |                                                     |          |                                         | |
| 3月3日  | Wake Up, Girls! Soloevent 2018 パンフレット         | 奥野香耶 | 「あのね」                              | 2018年3月3日から3月25日にかけて開催された「わぐらぶ限定 TUNAGO東北ろっけんソロイベントツアー」で販売されたパンフレットに付属のCDに収録。試聴動画がYouTubeで公開されている。 |
| 2020年  |                                                     |          |                                         | |
| 1月15日 | Wake Up, Girls！Solo Collection -7 Stars-           | 奥野香耶 | 「Why am I」 「あのね」                 | CDではなく配信で発売。 |
| 2022年  |                                                     |          |                                         | |
| 6月9日  | -                                                   | kaya     | 「ド屑」                                | 「歌ってみた」動画。元はなきその曲（オリジナルのボーカルは歌愛ユキ） |
| 12月9日 | -                                                   | kaya     | 「神っぽいな」                          | 「歌ってみた」動画。元はピノキオピーの曲（オリジナルのボーカルは初音ミク）                                                                                                  |

## 書籍

### 写真集
- ERUA（2017年1月21日、主婦の友社）ISBN 978-4-07-420883-8
- 奥野香耶10thAnniversary写真集 translucent with you（2025年6月30日、アプリスタイル）[194]ISBN 978-4-910719-96-2

### フォトブック
- 奥野香耶1stフォトブック かやたん（2018年6月19日、コスミック出版）ISBN 978-4-7747-9163-0
- かやたんととりっぷ（2022年12月12日）